# IV Klucz Kominowy (He)
IV Klucz Kominowy (He) – polska jednostka lotnicza utworzona we Francji w maju 1940 w jako pododdział Polskich Sił Powietrznych.

## Formowanie i zmiany organizacyjne
Klucz został sformowany w połowie maja w Centrum Wyszkolenia Lotnictwa. Jego dowództwo objął por. Zdzisław Henneberg. Klucz otrzymał przydział do Lekkiej Eskadry Obronnej w Châteauroux z zadaniem powietrznej ochrony zakładów lotniczych Bloch oraz Bazy Lotniczej nr 103.
Początkowo oddział liczył 6 pilotów, ale w okresie późniejszym do grupy został dołączony klucz por. Cebrzyńskiego (Klucz Frontowy "Ce" przy GC II/6). Piloci dysponowali samolotami Bloch MB.152. Przygotowanie samolotów do stanu zdolności bojowej zajęło kilka dni. Od 5 czerwca przez kilkanaście kolejnych dni klucz brał udział w licznych patrolach. Ostatnie zadanie bojowe Polacy wykonali 16 czerwca, po czym zaczęli się ewakuować. Część dotarła do Anglii drogą morską natomiast kilku pilotów 18 czerwca przeleciało tam posiadanymi samolotami, lądując na lotnisku w Tangmere. Były to jedyne polskie maszyny, które zdołały dotrzeć do Wielkiej Brytanii.
Klucz wykonał około dwudziestu pięciu zadań bojowych, uzyskując jedno potwierdzone zestrzelenie bez strat własnych.

## Żołnierze klucza
Piloci
- por. Zdzisław Henneberg – dowódca
- por. Marian Imiela,
- ppor. Stanisław Wielgus,
- ppor. Mieczysław Waszkiewicz,
- ppor. Benedykt Zieliński
- ppor. Brunon Kudrewicz,
- ppor. Witold Retinger,
- kpr. Paweł Gallus
- kpr. Ryszard Lewczyński